# Eliseo Vidart Villanueva
Eliseo Joaquín Vidart Villanueva (Mendoza, 16 de noviembre de 1921 - ibid., 13 de diciembre de 2009) fue un político argentino perteneciente al Partido Demócrata (Mendoza) que en 1983 fue designado sucesor de Bonifacio Cejuela como gobernador de facto de la Provincia de Mendoza, durante la dictadura militar autodenominada Proceso de Reorganización Nacional. Durante su gobernación de facto fijó vía decreto las secciones electorales sin criterio alguno,  decidió las cuatro secciones electorales para elegir a los representantes del pueblo en la Legislatura. Firmó el decreto el 27 de julio de 1983 siendo criticado por organizar a su antojo el esquema electoral.La dictadura de Videla contó con la participación directa de sus dirigentes del Partido Demócrata, como los interventores federales de Mendoza Bonifacio Cejuela y Eliseo Vidart Villanueva, el ex ministro de Bienestar Social y Defensa de Galtieri durante la guerra de Malvinas: Amadeo Frúgoli, y el propio hermano de Juan Carlos, el ex ministro de Gobierno de Mendoza.
Nació en Mendoza el 16 de noviembre de 1921 y murió en esa misma ciudad a los 88 años, el 13 de diciembre de 2009.